# Eryngium corallinum
Eryngium corallinum är en flockblommig växtart som beskrevs av Mildred Esther Mathias och Lincoln Constance. Eryngium corallinum ingår i släktet martornar, och familjen flockblommiga växter. Inga underarter finns listade i Catalogue of Life.